# 술 (지지)
술(戌)은 지지의 열한째로, 개를 상징한다. 오행에서는 토(土)에 속하며, 음양에서는 양(陽)에 해당한다.

## 술을 포함한 간지
- 갑술
- 병술
- 무술
- 경술
- 임술

## 같이 보기
- 개